# 武藤信堯
武藤信堯（?—1550年），日本戰國時代的武將、歌人。甲斐國武田氏家臣。父親是大井信達。

## 生平
生年不詳，家中三男。父親信達是甲斐國人。繼承武田家親族眾武藤氏。精通和歌，天文15年（1546年）（一說是天文16年（1547年）），與到訪甲斐國的三條西實澄交流，並與哥哥信常一同目送實澄歸京。自身的5首和歌與主君晴信的和歌一同被收錄在實澄的『甲信紀行之歌』。
在晴信之下，參加與信濃國小縣郡的村上氏的戰鬥，在天文19年（1550年）的砥石崩中戰死。（『一統系圖』）
兒子竹千代丸在永祿年間以「武藤三郎左衛門尉」的名稱活動，『甲斐國志』將其當作與信堯為同一人物，不過以活動時期推算，應是竹千代丸。三郎左衛門尉受叔父武藤常昭讓予家督，不過在不久後死去。武田家的他國眾真田幸綱的兒子昌幸改名為「武藤喜兵衛」並繼承武藤氏。